# Шагалова, Людмила Александровна
Людми́ла Алекса́ндровна Шага́лова (6 апреля 1923, Рогачёв, Гомельская губерния, РСФСР — 13 марта 2012, Москва) — советская актриса театра и кино. Народная артистка РСФСР (1977). Лауреат Сталинской премии первой степени (1949).

## Биография
Родилась 6 апреля 1923 года в городе Рогачёв (ныне Гомельской области Белоруссии). В два с половиной года осталась без матери.
В 1928 году отец-военный был переведён в Москву. Перед войной Александр Шагалов, заместитель наркома танковой промышленности, был репрессирован. В 1954 году освобождён.
Дебютировала в кино в 14 лет, снявшись в фильме Я. А. Протазанова «Семиклассники».
В 1941—1943 годах Шагалова жила в эвакуации в Челябинске, где c 1941 года работала на тракторном заводе. В 1943 году вернулась из эвакуации в Москву и поступила во ВГИК (мастерская С. А. Герасимова и Т. Ф. Макаровой). На втором курсе вышла замуж за Вячеслава Шумского, студента того же ВГИКа, с которым познакомилась, когда он, тяжело раненый, вернулся с фронта.
В 1948 году снялась в роли Вали Борц в фильме «Молодая гвардия».
В 1948—1994 годах — актриса Театра-студии киноактёра.
В 2000 году перенесла неудачную операцию на глазах, после которой ослепла и перестала выходить на улицу. Жила в Москве на улице Черняховского, дом 5.
13 марта 2012 года скончалась в Москве на 89-м году жизни после продолжительной болезни. Похоронена в Москве на Перепечинском кладбище (уч. 65) рядом с мужем, кинооператором Вячеславом Шумским.

## Семья
Муж (с 1945 по 2011) — Вячеслав Михайлович Шумский (1921—2011), советский кинооператор. Народный артист РСФСР. Похоронен в Москве на Перепечинском кладбище (уч. 65).
- Сын — Геннадий Вячеславович Шумский (род. 1948), режиссёр, сценарист, актёр. Женат на переводчице Ольге Вронской, дочери Горлиной Любови Григорьевны и поэта Вронского Юрия Петровича.
  - Внук — Фёдор Шумский (род. 1975), художник.
  - Внук — Иван Шумский (род. 1978), художник, искусствовед. Женат на Людмиле Шумской, историке и искусствоведе.
    - Правнуки: Мария Шумская (род. 2002), Евгения Шумская (род. 2005), Николай Шумский (род. 2008).

## Награды и премии
- Сталинская премия первой степени за выдающиеся работы в области литературы и искусства за 1948 год (8 апреля 1949 года) — за кинокартину «Молодая гвардия» (1 и 2 серии)[8][9];
- Заслуженная артистка РСФСР (26 ноября 1965 года) — за заслуги в области советского киноискусства[10];
- Народная артистка РСФСР (7 января 1977 года) — за заслуги в области советского киноискусства[11].

## Фильмография
1. 1937 — Семиклассники — Лёля
2. 1939 — Высокая награда — зрительница в цирке (нет в титрах)
3. 1948 — Молодая гвардия — Валя Борц
4. 1951 — Прощай, Америка! — Сесилия Вонг, стенографистка посольства США в СССР
5. 1951 — Большой концерт — Катя, колхозница
6. 1954 — Верные друзья — Катя Синцова, техник-строитель
7. 1955 — Они спустились с гор — Настя Буланова
8. 1955 — В поисках адресата — Наташа Соколова
9. 1956 — Дело № 306 — Люся Иркутова, студентка мединститута
10. 1957 — Рядом с нами — Нина, врач
11. 1957 — Цель его жизни — Нина Кострова
12. 1959 — Не имей 100 рублей… — Нина Платоновна Корецкая, ботаник
13. 1959 — Я Вам пишу — Нелли
14. 1960 — Ровесник века — Дуся
15. 1961 — Дуэль — Надежда Фёдоровна
16. 1961 — Самые первые — Вера Павловна Калугина
17. 1962 — 713-й просит посадку — Тереза
18. 1962 — Яблоко раздора — певица из телевизоров во сне (нет в титрах)
19. 1963 — Самый медленный поезд — Варвара, актриса
20. 1964 — Женитьба Бальзаминова — Павла Петровна Бальзаминова
21. 1964 — Сказка о потерянном времени — постаревшая Маруся Морозова
22. 1964 — Хотите — верьте, хотите — нет… — Галя Сазонова
23. 1965 — Зонтик (киноальманах От семи до двенадцати) — Вера
24. 1966 — Дядюшкин сон — Настасья Петровна Зяблова
25. 1966 — Мальчик и девочка — женщина в кимоно
26. 1967 — Скуки ради — Софья Ивановна[12]
27. 1969 — Похищение — Шагалова, артистка (камео)
28. 1969 — 13 поручений (ТВ) — Заря Невская, дрессировщица собак
29. 1970 — Один из нас — Муся, партнёрша «Грузчика»
30. 1971 — Остров сокровищ — миссис Гокинс
31. 1972 — Бой с тенью — Мария Дмитриевна, мать Сергея
32. 1972 — Приваловские миллионы — Хиония Алексеевна Заплатина, сваха
33. 1973 — А вы любили когда-нибудь? — Нина Дмитриевна, мама Мити
34. 1973 — Дача — Марья Михайловна, соседка по даче и подруга Ани
35. 1974 — Незнакомый наследник — Алевтина
36. 1975 — Не может быть! — мать невесты (новелла «Свадебное происшествие»)
37. 1975 — Ау-у! (новелла «Что наша жизнь?! Или что наша жизнь?!») — актриса в роли придворной дамы
38. 1976 — Подранки — Нина Григорьевна, воспитательница
39. 1976 — Рудин — мадемуазель Бонкур
40. 1977 — Усатый нянь — Марина Борисовна Михальчук, директор детсада
41. 1978 — Пока безумствует мечта — мадам Абажюр
42. 1978 — Последний шанс — мать Славы Горохова
43. 1979 — Взрослый сын — Катерина Ивановна Коврова
44. 1980 — Дом на Лесной — жена Чумакова
45. 1980 — Ледяная внучка — бабка Катерина
46. 1980 — Сицилианская защита — Анна Павловна Лебедева, сотрудница службы скорой помощи
47. 1981 — Ночь на четвёртом круге — мамаша
48. 1982 — Принцесса цирка — хиромантка
49. 1984 — Инопланетянка — Фаина Степановна, мать Блинкова
50. 1984 — Пеппи Длинныйчулок — фру Сеттергрен
51. 1985 — Танцплощадка — Мария Николаевна
52. 1987 — Где находится нофелет? — Елена Аркадьевна Голикова, мама Павла
53. 1987 — Ссуда на брак — Казначеева, больная